# Ceroplastes constricta
Ceroplastes constricta är en insektsart som först beskrevs av De Lotto 1969.  Ceroplastes constricta ingår i släktet Ceroplastes och familjen skålsköldlöss.
Artens utbredningsområde är Angola. Inga underarter finns listade i Catalogue of Life.